# آر. كينت هيوز
آر. كينت هيوز (بالإنجليزية: R. Kent Hughes)‏ هو كاتب بريطاني، ولد في 1 مارس 1942.